# ناراین‌گنج
ناراین‌گنج (بنگالی: নারায়ণগঞ্জ Naraeongônj) یک شهر در بنگلادش است که در ناحیه ناراین‌گنج و نزدیک به داکا واقع شده‌است. ناراین‌گنج ۳۳٫۵۷ کیلومتر مربع مساحت و ۱٬۵۷۲٬۳۸۶ نفر جمعیت دارد و ۳ متر بالاتر از سطح دریا واقع شده‌است.